# If I Could Do It All Over Again, I'd Do It All Over You
If I Could Do It All Over Again, I'd Do It All Over You je druhé studiové album britské progresivní rockové skupiny Caravan. Jeho nahrávání probíhalo v roce 1970 ve studiu Tangerine Studios v Londýně. Album produkoval Terry King a vyšlo v září 1970 u vydavatelství Decca Records.

## Seznam skladeb
Autoři všech skladeb jsou Richard Coughlan, Pye Hastings, Richard Sinclair a Dave Sinclair.
| Strana 1 (LP) | Strana 1 (LP)                                                                    | Strana 1 (LP) |
| Pořadí        | Název                                                                            | Délka         |
| ------------- | -------------------------------------------------------------------------------- | ------------- |
| 1.            | If I Could Do It All Over Again, I'd Do It All Over You                          | 3:07          |
| 2.            | And I Wish I Were Stoned“ / „Don't Worry                                         | 8:20          |
| 3.            | As I Feel I Die                                                                  | 5:06          |
| 4.            | With an Ear to the Ground You Can Make It“ / „Martinian“ / „Only Cox“ / „Reprise | 9:54          |

| Strana 2 (LP) | Strana 2 (LP)                                               | Strana 2 (LP) |
| Pořadí        | Název                                                       | Délka         |
| ------------- | ----------------------------------------------------------- | ------------- |
| 5.            | Hello Hello                                                 | 3:45          |
| 6.            | Asforteri 25                                                | 1:21          |
| 7.            | Can't Be Long Now“ / „Françoise“ / „For Richard“ / „Warlock | 14:21         |
| 8.            | Limits                                                      | 1:35          |

| Bonusy na reedici z roku 2001 | Bonusy na reedici z roku 2001          | Bonusy na reedici z roku 2001 |
| Pořadí                        | Název                                  | Délka                         |
| ----------------------------- | -------------------------------------- | ----------------------------- |
| 9.                            | A Day in the Life of Maurice Haylett   | 5:40                          |
| 10.                           | Why? (And I Wish I Were Stoned) (demo) | 4:22                          |
| 11.                           | Clipping the 8th (Hello Hello) (demo)  | 3:13                          |
| 12.                           | As I Feel I Die (demo)                 | 4:39                          |

## Obsazení
Caravan
- Pye Hastings – zpěv, kytara, perkuse
- Dave Sinclair – Hammondovy varhany, cembalo, klavír
- Richard Sinclair – baskytara, zpěv, perkuse
- Richard Coughlan – bicí

Ostatní
- Jimmy Hastings – flétna, saxofon